# Bruno Söderström
Pour les articles homonymes, voir Söderström.
Vilhelm Bruno Söderström (né le 28 octobre 1881 à Stockholm et décédé dans la même ville le 1er janvier 1969) est un athlète suédois spécialiste du saut à la perche et du lancer du javelot. Affilié au IFK Stockholm, il mesurait 1,84 m pour 78 kg. Il est le frère de Gustaf Söderström.

## Biographie

### Palmarès
| Date | Compétition                | Lieu    | Résultat | Épreuve           | Performance |
| ---- | -------------------------- | ------- | -------- | ----------------- | ----------- |
| 1906 | Jeux olympiques intercalés | Athènes | 6e       | Saut en hauteur   | 1,675 m     |
| 1906 | Jeux olympiques intercalés | Athènes | 3e       | Lancer du javelot | 44,920 m    |
| 1906 | Jeux olympiques intercalés | Athènes | 2e       | Saut à la perche  | 3,400 m     |
| 1908 | Jeux olympiques d'été      | Londres | 3e       | Saut à la perche  | 3,58 m      |

### Records
| Épreuve           | Performance | Lieu | Date |
| ----------------- | ----------- | ---- | ---- |
| Saut à la perche  | 3,60 m      |      | 1908 |
| Lancer du javelot | 45,00 m     |      | 1906 |